# Adrienne (chanson)
Singles de Vanessa Paradis et Albin de la Simone
Les Piles
 (septembre 2008) Il y a 
 (octobre 2009)
Pistes de 'Bungalow'
Catastrophe J'aime lire
Adrienne est le 27e single de Vanessa Paradis. Il est lancé en radio en décembre 2008 et disponible en téléchargement légal en février 2009. Il s'agit d'un duo entre Vanessa Paradis et Albin de la Simone. 

Il est extrait de la seconde édition de l'album Bungalow du chanteur, sortie le 2 mars 2009.

## Le clip
Réalisé par Antoine Wagner et mit en télé en janvier 2009.

Vanessa porte un chapeau et de grosses lunettes de soleil. Elle conduit une Cadillac décapotée à l'arrière de laquelle Albin de la Simone est allongé et ligoté. À la fin, alors qu'elle remet de l'essence, Albin la laisse sur le bord de la route et repart seul en voiture.